# Chiesa di Santa Maria Nascente (Brescia)
La chiesa di Santa Maria Nascente è la parrocchiale di Fiumicello, frazione di Brescia, in provincia e diocesi di Brescia; fa parte della zona pastorale di Brescia Ovest.

## Storia
Nell'VIII secolo la zona di Fiumicello venne concessa dal re Desiderio ai monaci di San Salvatore perché vi realizzassero un convento e provvedessero alla bonifica dei terreni.
L'esistenza di un monastero femminile è attestata nel 1153, mentre nel 1596 la chiesa fu restaurata e sistemata.
Nel 1705 venne costituita la deputazione che doveva seguire i lavori di costruzione della nuova parrocchiale, che, dopo il suo completamento, fu aperta al culto il 20 settembre 1763.
L'organo venne restaurato nel 1873, mentre ventiquattro anni dopo si provvide a posare il nuovo pavimento della navata.
Durante la seconda guerra mondiale l'edificio subì dei danni causati dai bombardamenti anglo-americani e, pertanto, dovette essere ristrutturato e ripristinato nel 1949.
La chiesa venne nuovamente restaurata nel 1965, mentre negli anni settanta si procedette ad adeguare il presbiterio alle norme postconciliari; la consacrazione fu impartita dal vescovo Bruno Foresti il 12 ottobre 1991.

## Descrizione

### Esterno
La facciata a salienti della chiesa, rivolta a nordovest e scandita da una cornice marcapiano in due registri, entrambi scanditi da paraste, presenta in quello inferiore il portale d'ingresso, sormontato dal timpano semicircolare, mentre in quello superiore, che è affiancato da due volute e coronato dal frontone dentellato, un finestrone.

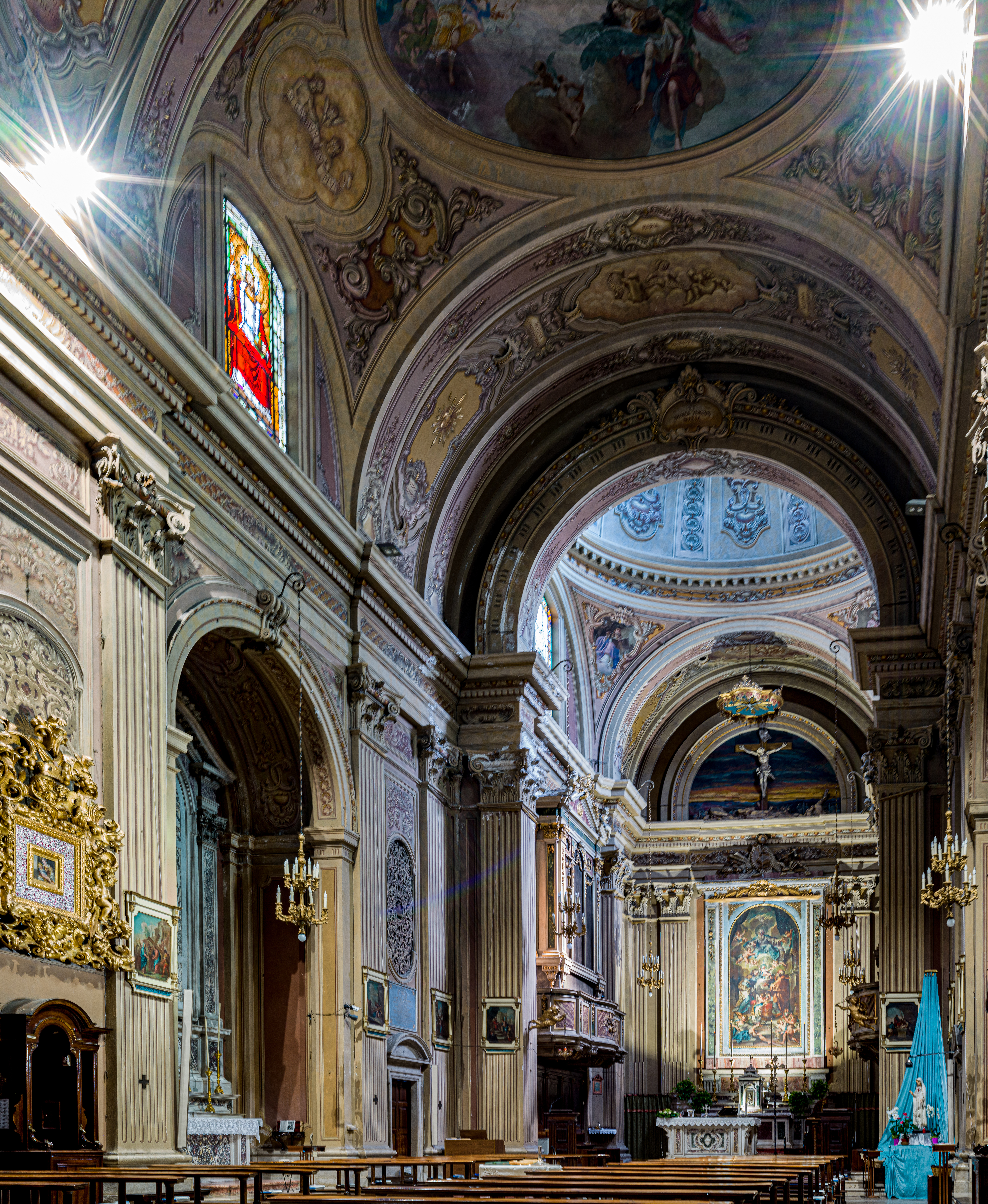
L'interno

Annesso alla parrocchiale è il campanile a base quadrata, scandito da lesene angolari; la cella presenta su ogni lato una monofora ed è coperta dalla cupola poggiante sul tamburo.

### Interno
L'interno dell'edificio si compone di un'unica navata, sulla quale si affacciano le cappelle laterali, ospitanti gli altari laterali e introdotte da archi a tutto sesto, e le cui pareti sono scandite da paraste sorreggenti la trabeazione modanata, sopra cui si imposta la volta a botte; al termine dell'aula si sviluppa il presbiterio, caratterizzato dall'altare maggiore e chiuso dall'abside piatta.